# Fascismo e questione ebraica

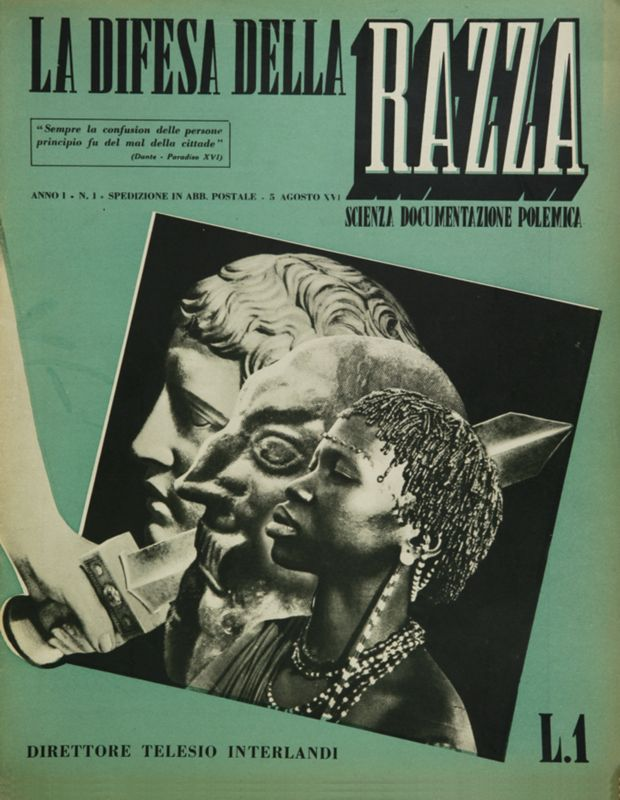
Frontespizio del primo numero della rivista La difesa della razza del 5 agosto 1938

La posizione del fascismo sulla questione ebraica va diversificata tra prima dell'emanazione delle leggi razziali nel 1938 e dopo.

## I primi anni del '900
Per comprendere appieno questo rapporto occorre osservare innanzi tutto come nei primi anni del Novecento, in Italia, le comunità aderenti all'ebraismo fossero integrate in maniera soddisfacente nel tessuto della società. Al contempo, l'antisemitismo dichiarato era limitato a esigue parti del mondo cattolico.
Nel 1902 erano sei i senatori del Regno d'Italia di religione ebraica; saliranno a diciannove nel 1922.
Nel 1905, Alessandro Fortis è il primo ebreo a diventare Presidente del Consiglio dei ministri del Regno d'Italia. L'anno successivo tocca al barone Sidney Sonnino, figlio di padre ebreo e madre protestante (e protestante egli stesso); nel 1910, Luigi Luzzatti, ebreo, è nominato primo ministro.
L'apporto ebraico al primo conflitto mondiale fu consistente: l'Italia contava cinquanta generali ebrei e uno di questi, Emanuele Pugliese, risulterà il più decorato dell'esercito.

## Il primo fascismo e l'ebraismo
Il rapporto tra il mondo ebraico italiano e il fascismo, prima dell'emanazione delle leggi razziali nel 1938, fu generalmente buono e le posizioni degli esponenti delle comunità ebraiche italiane furono squisitamente politiche. Da un lato, gli ebrei italiani nel loro insieme non si opposero alla nascita o alla presa del potere del fascismo con maggior vigore degli altri italiani; dall'altro, numerosi intellettuali ed appartenenti alla minoritaria corrente sionista scelsero di non appoggiare il fascismo fin dal suo esordio, in quanto aderirvi implicava il sentirsi "italiani di religione ebraica" mentre il sionismo presupponeva una netta separazione del popolo ebraico dagli altri. Tuttavia, neanche la minoranza sionista della comunità ebraica italiana rifiutò i rapporti con l'Italia fascista, in quanto durante tutti gli anni precedenti la cosiddetta «politica della razza» l'Italia risultava essere uno dei Paesi europei più liberali verso gli ebrei.
Durante il primo dopoguerra, nel periodo dello squadrismo e degli attacchi al Partito Socialista Italiano (avvenuti fra il 1919 e il 1922) morirono diversi ebrei, tra cui Duilio Sinigaglia, Gino Bolaffi e Bruno Mondolfo, dichiarati martiri fascisti.
Mussolini, nei suoi discorsi del tempo, generalmente espresse opinioni distanti dall'antisemitismo e tese a rassicurare gli ebrei italiani, seppur con alcune eccezioni. Per esempio, il 4 giugno 1919, in un articolo intitolato "I Complici", pubblicato sul Popolo d'Italia aveva affermato:
Terminando con la considerazione che il bolscevismo era difeso dalla plutocrazia internazionale, e che la borghesia russa era guidata dagli ebrei (quindi – soggiungeva – proletari non illudetevi). Tuttavia nel 1920, sempre nelle colonne del Popolo d'Italia, affermava:
 E nel 1923 venne ribadito che:
(da un comunicato di propaganda fatto diffondere da Mussolini dopo l'incontro nel 1923 con il rabbino di Roma Angelo Sacerdoti))
Furono 230 gli ebrei che parteciparono alla marcia su Roma e ben 746 erano iscritti in parte ai Fasci Italiani di Combattimento ed in parte all'Associazione Nazionalista Italiana, che nel 1923 si fonderà con il Partito Nazionale Fascista. Nel quinquennio che va da 1928 al 1933 sono 4.920 (circa il 10% della popolazione ebraica italiana totale) gli ebrei che decidono di iscriversi al partito fascista. Altre fonti menzionano che nel periodo immediatamente precedente alla promulgazione delle leggi razziali, vi fossero circa 10.000 iscritti a fronte di una popolazione di circa 50.000 persone.
Aldo Finzi, politico, per un certo tempo vicino a Gabriele D'Annunzio nell'Impresa di Fiume, divenne sottosegretario agli Interni del gabinetto diretto da Benito Mussolini e membro del Gran consiglio del fascismo (allontanato poi dal regime, aderirà infine alla Resistenza italiana per morire alle Fosse Ardeatine). Dante Almansi ricoprì il ruolo di vice capo della polizia. Guido Jung veniva eletto ministro delle Finanze fra il 1932 al 1935, mentre a Maurizio Rava era affidato l'incarico di vice-governatore della Libia e governatore della Somalia, nonché quello di generale della Milizia fascista. Il trio di industriali Elio Jona, Giuseppe Toeplitz e Gino Olivetti fu tra i primi finanziatori di Mussolini. Un figlio di Giuseppe Toeplitz, Ludovico, fu direttore della Cines. Un esponente dell'industria e dell'editoria lombarda che ebbe un ruolo significativo nella fase costitutiva del fascismo fu Cesare Goldmann, uno dei cinque ebrei italiani che partecipò al congresso fondativo dei Fasci italiani di combattimento. Era ebreo uno dei Generali del Genio Navale Umberto Pugliese, progettista delle navi della Classe Littorio e altre unità della Regia Marina, nonché inventore del sistema di protezione subacquea i Cilindri Pugliese. Mussolini annoverava fra gli amici e i frequentatori del suo entourage la rivoluzionaria ucraina e socialista Angelica Balabanoff, ma anche Cesare e Margherita Sarfatti, amante neppure troppo segreta del capo del fascismo e autrice fra l'altro della prima biografia del Duce, intitolata non a caso Dux e tradotta in molte lingue come strumento di propaganda del fascismo a livello mondiale.
Questa necessaria premessa, non vuole significare che l'ebraismo abbia aderito in toto, almeno in un primo momento, al fascismo, né che il fascismo cui aveva aderito fosse all'epoca razzista: il fascismo, movimento molto eterogeneo e nel quale la componente socialista rivoluzionaria era molto forte nel primo dopoguerra, era visto dall'ebraismo come il vero epigono del Risorgimento italiano, movimento che era stato il motore della consegna dei diritti civili agli ebrei italiani stessi (fino ad allora dotati di "diritto al Comodato, non alla Proprietà"). Si valuta che circa solo il dieci per cento degli ebrei si iscrisse al partito (in media con gli altri italiani di religione cattolica).
Mussolini doveva fare i conti anche con l'opposizione di molti ebrei democratici o socialisti e comunisti: il socialista Claudio Treves – che lo sfiderà a duello, ferendolo – si rammaricherà in seguito «di non aver affondato la lama». Il senatore Vittorio Polacco non mancò di pronunciare un vibrante e coraggioso discorso di dissenso, che ebbe grossa risonanza nel paese; Eucardio Momigliano, sansepolcrista ebreo (vedi Sansepolcrismo), si staccò dal fascismo quasi subito, fondando l'Unione Democratica Antifascista; Pio Donati, deputato aggredito, percosso e costretto all'esilio, morirà in solitudine nel 1927; diversi professori universitari si rifiutarono di giurare fedeltà al regime (in tutta Italia vi furono dodici coraggiosi che osarono fare altrettanto, fra cui tre ebrei: Giorgio Errera, Giorgio Levi della Vida e Vito Volterra). Il presidente della Corte Suprema Lodovico Mortara rassegnò le dimissioni più o meno nel periodo in cui – maggio del 1925 – il Manifesto degli intellettuali fascisti, redatto da Giovanni Gentile, veniva sottoscritto con la partecipazione di trentatré esponenti della cultura di religione ebraica.
Tra la fine degli anni Venti e l'inizio degli anni Trenta è tuttavia attestata l'emergere dalla questione sulla nazionalità degli ebrei, in particolare negli ambienti accademici, a seguito di un articolo diffuso dal governo nel 1928.
Nel 1930, l'anno dopo la stipula dei Patti Lateranensi fu adottata la cosiddetta Legge Falco, che accorpava diverse comunità israelitiche italiane e creava l'Unione delle comunità ebraiche italiane, alla cui direzione veniva messo il rabbino capo di Roma. La nuova istituzione era giudicata favorevolmente dalla maggioranza degli stessi ebrei italiani, vedendo contrari quasi esclusivamente gli ebrei più ortodossi (che la ritenevano un'ingerenza dello Stato nella loro vita religiosa) e coloro che erano già apertamente antifascisti. Mussolini pensò di cooptare il rabbino di Alessandria d'Egitto, David Prato, in modo da aumentare l'influenza dell'Italia fascista nel levante del Mar Mediterraneo.

L'editore Hoepli nel 1932 pubblicava i Colloqui con Mussolini, curati dal giornalista ebreo Emil Ludwig, in cui il Duce condannava il razzismo senza mezzi termini, affermando che l'antisemitismo non apparteneva alla cultura italiana:
Con il termine ”bonifica”, dopo la realizzazione di Littoria, il regime autorizzò diverse azioni di governo.
- Bonifica libraria, con l'obiettivo di depennare da librerie e biblioteche tutti i libri antifascisti.
- Bonifica della cultura, annullamento di ogni tipo di condizionamento ebraico e coercizzava ad un'assuefazione dottrinale.
- Bonifica umana, che nel gergo professionale di Grassi significava terapia antimalarica, il regime modificava come fine ideologico di militarizzazione della popolazione.[12][13]

Dall'800 la bonifica agraria aveva avuto una forte componente ebraica nell'intraprendenza dinastica di proprietari terrieri prevalentemente veneti come: Franchetti, Lattes, Ravà, Sullam, Treves de Bonfili; contribuendo nelle opere private e nei Consorzi.
E proseguì durante il fascismo attraverso la bonifica integrale, con Mosè Tufaroli Luciano (che progettò Borgo Appio e Borgo Domitio), mentre Concezio Petrucci aveva una moglie ebrea.
I profughi ebrei tedeschi, dopo l'avvento del nazismo, vennero accolti senza alcun ostacolo (circa 2000 rimasero in Italia), a testimonianza che nel periodo storico in esame la questione ebraica era nella medesima situazione di qualunque altra comunità, ovvero inquadrabile nei canoni della lotta di classe, prima, e della lotta politica, dopo. Dall'inizio delle persecuzioni in Germania e nell'Europa orientale, fino all'approvazione delle leggi razziali, più di 120.000 profughi ebrei (circa il doppio di quelli residenti al tempo in Italia) furono fatti transitare da Trieste in direzione della Palestina (al tempo sottoposta al Mandato britannico) dove le varie anime del movimento sionista stavano cercando di imporre (in alcuni casi anche con la lotta armata e l'uso di attentati) la creazione di una nazione ebraica.

## Inizio e affermazione dell'antisemitismo

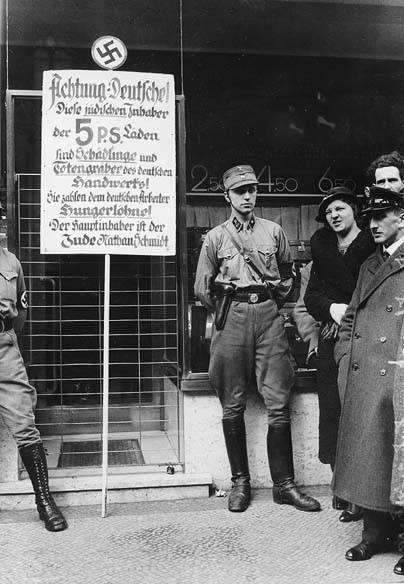
Germania, 1º aprile 1933: militi delle SA impongono il boicottaggio dei negozi gestiti da ebrei

Nel 1933, dopo la progressiva affermazione registrata in Germania dal nazismo, su alcuni giornali fascisti apparvero i primi segni di un chiaro antisemitismo, con articoli che sostenevano la tesi secondo cui gli ebrei volevano conquistare il mondo. Nel 1934 Sion Segre Amar e Mario Levi, di Giustizia e Libertà, venivano arrestati dall'OVRA per propaganda antifascista. Levi riuscì a fuggire, mentre a finire nelle maglie del regime furono anche Leone Ginzburg, Carlo Mussa Ivaldi, Barbara Allason, Augusto Monti.
Per alcuni anni la posizione ufficiale del regime continuò nella sua ambiguità sulla questione ebraica, per esempio ospitando diversi esponenti del movimento sionista internazionale, probabilmente nella speranza di poter aumentare l'influenza italiana in Palestina, tramite un appoggio del movimento al di fuori dell'Italia. Nel 1934, per volere di Mussolini e su richiesta di Vladimir Žabotinskij venne iniziato a Civitavecchia il primo Corso per ufficiali di Marina ebrei, gettando così le basi della futura marina israeliana.
Paradossalmente toccò a un intellettuale ebreo, Angelo Treves (1873 - 1937), tradurre per primo e introdurre in Italia nel 1934, per iniziativa della Bompiani, il Mein Kampf di Adolf Hitler: all'epoca il nome di Treves fu omesso per esplicita richiesta di Hitler, venendo poi fatto sapere al pubblico negli anni '70; il libro - diviso in due parti - fu fatto riassumere da Hitler in persona nella sua prima parte, per vedere invece la seconda pubblicata per intero.
Contemporaneamente vi fu però l'inizio di una campagna antisemita che veniva portata avanti dai giornali controllati dal regime: Roberto Farinacci invitò apertamente tutti gli ebrei italiani a scegliere tra sionismo e fascismo. Il banchiere ebreo torinese Ettore Ovazza fondò il settimanale La nostra bandiera (da cui il nome di bandieristi attribuito agli ebrei sostenitori del fascismo), fedele agli «ideali» del regime, nel tentativo forse di sedare la marea antisemita che ormai stava salendo. Nel 1935 i bandieristi entrarono nel gruppo dirigente dell'Unione delle Comunità, cercando di indirizzarne le posizioni e la politica in una forma esplicitamente filo-regime, senza tuttavia riuscire nell'operazione.
Lo stesso Mussolini preferì appoggiare il tradizionale indirizzo politico dell'Unione rispetto a quello più "fascista" dei bandieristi. Il settimanale di Ovazza venne reso mensile, con lo scopo di diminuirne l'influenza. A Tripoli, due anni dopo, diversi appartenenti alla comunità ebraica vennero frustati perché, in quanto commercianti, chiudevano i negozi nel giorno del sabato. Tutto questo, mentre Mussolini si autoproclamava «protettore dell'Islam» (è nota la fotografia in cui viene ritratto con la spada dell'Islam in mano).
Nel medesimo periodo, Galeazzo Ciano ordinava che ai funzionari ebrei della Farnesina fosse vietato trattare con la Germania. Il periodo è però ancora interlocutorio, in quanto Mussolini stesso tende a tenere i «piedi in due staffe», in attesa dello sviluppo degli eventi. Il Governo italiano entrò a causa della guerra in Africa orientale a contatto con i trentamila falascia abissini, comunità africana di religione ebraica vissuta per secoli in assoluto isolamento. Mussolini favorì questo gruppo tanto che i capi falascià prestarono giuramento di fedeltà. Anche in questo caso a far fede fu la politica del «doppio binario»: gli appartenenti alla comunità vennero messi in contatto con gli ebrei italiani ma, contemporaneamente, il regime iniziò una legislazione di contenimento del «meticciato», che si rivelerà poi apripista ai concetti della superiorità della «razza ariana».
Il sempre maggior avvicinamento di fascisti e nazisti fece comunque peggiorare la situazione, anche se ancora nel febbraio del 1938 Mussolini smentiva che esistesse una qualunque forma di antisemitismo in Italia. La pattuglia antiebraica presente nel fascismo accresceva la sua presenza. Regime Fascista pubblicava oramai sempre più frequentemente articoli di impronta razzista a firma di Roberto Farinacci. Il Tevere, Giornalissimo, Quadrivio, tutti giornali antisemiti, instaurarono il metodo della calunnia e dell'insulto sistematico e ripetitivo contro gli ebrei (da ricordare, in questo contesto, il libello Contra Judaeos di Telesio Interlandi).

## Le Leggi razziali del 1938
Adolf Hitler nel maggio del 1938 si recò in visita a Roma. Storici come Meir Michaelis e Renzo De Felice hanno voluto sottolineare che non sono pervenute prove di pressione diretta da parte tedesca nell'avvio della campagna razzista del fascismo italiano che partì ufficialmente il 15 luglio 1938, quando venne pubblicato il Manifesto della razza, firmato da noti professori. Galeazzo Ciano riporta nel suo diario per la giornata del 14 luglio 1938: «Il Duce mi annuncia la pubblicazione da parte del Giornale d'Italia di uno statement sulle questioni della razza. Figura scritto da un gruppo di studiosi, sotto l'egida della Cultura Popolare. Mi dice che in realtà l'ha quasi completamente redatto lui». D'altra parte, sebbene non parli di influenze dirette, lo stesso De Felice esplicita come la crescente influenza della Germania Nazista sull'Italia, attorno al 1938 (durante la visita di maggio del Führer a Roma), ed in particolare le preoccupazioni di Hitler per come Mussolini (che riteneva il Mein Kampf illeggibile in quanto "malato di ideologie antisemite e fantasie omosessuali") trascurasse il "problema ebraico", ebbe un peso determinante nella decisione dell'emanazione delle leggi razziali, anche nell'ottica di un'alleanza, in cui la sempre crescente preponderanza della Germania e le sue crescenti influenze in Italia rendevano obbligato un allineamento ideologico anche sotto il profilo razziale. A livello di opinione pubblica, continua De Felice, le leggi sarebbero state alquanto impopolari.
Quanto sopra apparve il 15 luglio 1938 come articolo anonimo nella prima pagina del giornale citato sotto il titolo: «Il Fascismo e i problemi della razza». Nella sostanza, si precisava che «la razza italiana è prettamente ariana, e va difesa da contaminazioni». Gli ebrei – sempre stando al documento – «sono estranei e pericolosi per il popolo italiano». Immediatamente l'ufficio demografico del Ministero dell'Interno diventa Direzione generale per la demografia e la Razza. Un censimento degli ebrei presenti in Italia al tempo li stima in 39.000 di cittadinanza italiana, a cui andavano ad aggiungersi 11.200 stranieri.
L'ambasciatore italiano presso la Santa Sede informò Mussolini che le iniziative prese per la "difesa della razza" non avevano trovato forte opposizione, e che la preoccupazione del Vaticano sembrava derivare nei casi di ebrei convertiti o dalla circostanza di matrimoni con ebrei convertiti o meno. L'estate del 1938 venne solertemente utilizzata da tutta la stampa italiana legale per la pubblicazione di articoli diffamatori ed infamanti verso gli ebrei, in modo da preparare l'opinione pubblica. A settembre venne emanata la prima "legge razziale" secondo la quale tutti gli ebrei italiani venivano banditi della vita pubblica. Persino la frequentazione delle scuole pubbliche venne vietata ai giovani appartenenti a famiglie ebraiche.
«La difesa della razza» diveniva l’organo principale dell’eugenica «mendeliana» ereditarista (germanica, scandinava e nordamericana) della certificazione prematrimoniale e sterilizzazioni obbligatorie. Vi si opponeva il razzismo «nazionalista» d’eugenica «lamarckiana» o ambientalista, continuazione del progetto avviato anni prima dal regime e più ampio di «bonifica» e aumento demografico nazionale. Contrapposizioni che convergevano però nella stessa razzizzazione ideologica di lotta, contro il meticciato e l’«ebreo».
Fra i fascisti manifestò una certa prudente opposizione Italo Balbo. Secondo le ricostruzioni di diversi storici, il fascismo, durante il periodo immediatamente successivo all'emanazione delle leggi razziali, cercò comunque di distinguersi dal nazismo. Lo stesso Mussolini elaborò lo slogan "Discriminare e non perseguitare" per indicare la prevista (o pubblicizzata come tale) filosofia che sarebbe stata adottata nell'applicazione delle leggi razziali e, in un discorso tenuto a Trieste nel settembre 1938, affermò esplicitamente che "gli ebrei che hanno indiscutibili titoli di benemerenze militari e civili troveranno la giusta comprensione del Regime". Pochi tra coloro che la legislazione razziale considerava ebrei ottennero la cosiddetta arianizzazione in quanto aderenti al fascismo: Jung e Ovazza ne vennero esclusi (il secondo fu fucilato dai nazisti con la famiglia). L'architetto Vittorio Ballio Morpurgo, autore di diversi progetti del regime a Roma come il recupero del Mausoleo di Augusto e la sede del PNF, fu invece dichiarato non ebreo, assumendo il cognome della madre.
L'applicazione delle leggi e la diffusa propaganda anti-ebraica di quel periodo causarono comunque una crescente perdita di diritti da parte dei cittadini italiani di origine e/o religione ebraica, e crearono condizioni (come la diffusione di un generico sentimento antisemita nell'opinione pubblica) che facilitarono poi le azioni ben più repressive messe in atto alcuni anni dopo dai nazi-fascisti durante la Repubblica Sociale Italiana. Sinteticamente vengono qui riportati i principali dati della persecuzioni causate dalle "leggi razziali" in vigore in Italia dal 1938 al 1943:
- In un anno, dei circa diecimila ebrei stranieri presenti in Italia, seimila furono costretti a lasciare il Paese; novantasei professori universitari, centotrentatré assistenti universitari, duecentosettantanove presidi e professori di scuola media, un centinaio di maestri elementari, duecento liberi docenti, duecento studenti universitari, mille studenti delle medie e quattromilaquattrocento delle elementari vennero scacciati dalle scuole pubbliche del Regno.[35]
- A Tullio Levi Civita, allievo e collaboratore di Gregorio Ricci-Curbastro, autore di studi sul calcolo tensoriale, base della costruzione del modello matematico della teoria della relatività poi elaborata da Albert Einstein, venne vietato da parte del nuovo direttore Francesco Severi l'accesso alla biblioteca del suo Istituto di Matematica dell'Università di Roma.
- Le leggi razziali infersero un colpo mortale alla fisica nucleare italiana, provocando fra l'altro l'emigrazione negli Stati Uniti di Enrico Fermi (la cui moglie Laura era ebrea) e di Emilio Segrè, mentre un altro fisico della scuola romana di religione israelitica, Bruno Pontecorvo, si era già trasferito in Francia due anni prima.
- Inoltre quattrocento dipendenti pubblici, cinquecento dipendenti di aziende private, centocinquanta militari e duemilacinquecento professionisti, persero il posto di lavoro restando senza alcun sostentamento.[35]

Il governo fascista emanò nel settembre 1938 un decreto legge che stabiliva il divieto «agli stranieri ebrei di fissare stabile dimora nel Regno, in Libia e nei Possedimenti dell'Egeo» e l'espulsione, entro sei mesi dalla data di pubblicazione, di coloro vi risiedevano includendo quelli che avevano ottenuto la cittadinanza italiana dopo il 1º gennaio 1919.. 
In questo contesto persecutorio si inserì il progetto di trasferire in Etiopia diverse migliaia di ebrei. Il progetto venne in seguito accantonato dal regime, con la seguente motivazione: "Il generale atteggiamento dei circoli ebraici nei confronti dell'Italia non è tale da rendere consigliabile al Governo italiano di ricevere in uno dei suoi territori un forte numero di emigranti europei".
Nel febbraio 1940 Mussolini ordinò che venisse organizzata l'espulsione degli ebrei italiani nei successivi dieci anni.

## Persecuzioni e resistenza ebraica nella RSI
Dopo lo sbarco americano in Sicilia, il 10 luglio 1943, la rimozione di Mussolini, 25 luglio del 1943, il governo di Badoglio aveva appena iniziato ad allentare la morsa contro gli ebrei che arrivò l'8 settembre e a causa del mancato coordinamento con gli Alleati, l'occupazione tedesca di Roma e di tutto il centro nord, che fece precipitare la situazione per le Comunità ebraiche, sottoposte ora al diretto volere tedesco. Dopo l'8 settembre 1943 i pochissimi ebrei del sud dell'Italia beneficiarono della abolizione delle leggi antiebraiche. Il governo Badoglio applicò una norma dell'armistizio che li riguardava in maniera diretta:
Il 24 novembre dello stesso anno il Consiglio dei ministri rendeva operativa la direttiva. Il centro-nord, occupato dalla Repubblica Sociale Italiana alleata dei nazisti, presentava una situazione assai grave per la gente ebraica (nel solo settembre 1943 i nazisti deportarono ventidue ebrei di Merano, uccidendo poi circa cinquanta ebrei sul Lago Maggiore), poiché lo RSHA, agenzia governativa nazista di spionaggio che gestiva anche le direttive antiebraiche, riteneva che gli ebrei italiani sono divenuti «immediatamente assoggettabili alle misure in vigore per gli altri ebrei europei».
A condurre le operazioni di rastrellamento antiebraiche furono soprattutto le autorità e truppe tedesche, con la scarsa partecipazione o in certi casi addirittura all'insaputa delle autorità italiane: la prima retata delle SS ebbe luogo a Trieste, il 9 ottobre 1943. In questa, e in un'altra retata successiva (19 gennaio 1944) vennero arrestati nella città giuliana 710 ebrei. A Roma accadde ben di peggio: dopo il disarmo e la deportazione dei carabinieri della capitale avvenuto il 6 ottobre 1943 e la richiesta pur soddisfatta di 50 chili d'oro alla comunità ebraica locale, pochi giorni più tardi (16 ottobre 1943) un rastrellamento di grandi proporzioni fu effettuato presso il ghetto di Roma provocando l'arresto di 1.259 ebrei: due giorni dopo 1.023 di questi vennero deportati ad Auschwitz (solo diciassette sopravvissero). Successivamente altre retate operate dai nazisti nella capitale portarono il numero totale degli ebrei romani scomparsi durante l'occupazione tedesca a 2.021. Le autorità locali della RSI organizzarono in autonomia principalmente il rastrellamento di Venezia della notte tra il 5 e il 6 dicembre 1943, in cui 150 ebrei furono arrestati.
La Carta di Verona (novembre 1943) della appena sorta Repubblica Sociale Italiana risolse il problema dell'ebraismo d'Italia nel capitolo settimo: «Gli ebrei sono stranieri e parte di una nazione nemica», sebbene nel verbale del consiglio dei ministri del 16 dicembre 1943 si affermasse esplicitamente che si intendeva creare in futuro uno stato di Israele in Palestina, che il problema delle razze fosse superato e che lo stesso concetto di razza in sé fosse da abolire, mantenendo una costante ambiguità che poteva far irritare anche i tedeschi occupanti.
Ogni proprietà ebraica nella Repubblica di Salò venne sequestrata ed assegnata alle vittime dei bombardamenti anglo-americani. Al momento della Liberazione i decreti di confisca erano approssimativamente ottomila: la RSI confiscò alla gente ebraica beni fra immobili e preziosi del valore approssimativo di due miliardi di lire del tempo). Lo storico Renzo De Felice, riportò testimonianze coeve di questo tenore:
Per aggiungere, subito dopo:
Nel febbraio del 1944 il comando tedesco assunse possesso in via diretta del campo di Fossoli. Il direttore italiano del campo, dopo aver rassicurato che non avrebbe mai consegnato il campo ai nazisti, si ritirò senza colpo ferire. Michele Sarfatti scrive che a Fossoli si ha «la saldatura tra le politiche antiebraiche italiane e tedesca». Gli ebrei del campo, vicino a Modena, vennero mandati nei campi dell'Europa orientale: Mussolini sapeva dall'inizio del 1943, dal rapporto segreto fornitogli da Galeazzo Ciano, che avvenivano deportazioni e uno sterminio di massa della gente ebraica in Germania.
Va ricordato per verità storica che l'antisemitismo non attecchì granché fra la popolazione italiana, trovando per contro forte opposizione specialmente in certi gruppi intellettuali, nel proletariato e nei ceti a più basso reddito. Sono moltissimi i casi registrati di ebrei e/o di ebrei aderenti a movimenti di sinistra tenuti nascosti durante i rastrellamenti. Una città in cui questo fenomeno fu ragguardevole è stata quella di Genova, mentre storicamente accertati sono i contributi dati in questo senso da molte personalità divenute poi figure storiche, come Palatucci e Perlasca, considerati una sorta di Oskar Schindler all'italiana.
«Le deportazione degli ebrei in Italia – scrive Liliana Picciotto Fargion nel Libro della Memoria – permette di avere dati aggiornati: gli ebrei arrestati e deportati nel nostro Paese furono 6.807; gli arrestati e morti in Italia 322; gli arrestati e scampati in Italia 451. Tolti quelli morti in Italia, gli uccisi nella Shoah sono 5.791, quindi circa il venti per cento degli ebrei italiani (secondo le cifre fornite dai rabbini-capo tale percentuale salirebbe però a circa il 43 per cento); di 950 persone mancano notizie attendibili per difficoltà di classificazione.»
Nell'Italia settentrionale (controllata dai nazifascisti) erano presenti circa 43.000 ebrei: quelli deportati tra il 1943 e il 1945 saranno circa 7.500, di cui ne sopravviveranno solo 610. Ai morti deportati vanno poi aggiunti gli ebrei uccisi sul territorio nazionale, stimati tra i 200 e i 400. Altre centinaia troveranno rifugio in Svizzera e nel sud Italia. Rispetto agli altri paesi occupati o alleati della Germania la percentuale di ebrei sopravvissuta è molto maggiore (più dell'80%), probabilmente a causa del fatto che in Italia sia le leggi razziali prima, sia la persecuzione da parte dei nazisti dopo, ebbero inizio con diversi anni di ritardo.

## Dopoguerra
Dopo la caduta del regime, nell'immediato Dopoguerra, la riammissione degli ebrei nei propri posti di lavoro fu un percorso complesso. L'unica categoria di lavoratori che ottennero il prolungamento della permanenza in servizio fu quella dei docenti universitari. La partecipazione degli ebrei nei consigli di amministrazione delle società anonime, calcolata come percentuale del numero degli ebrei rispetto al totale dei membri dei consigli stessi, dal 1938 al 1949 era diminuita drasticamente in tutti settori.
Il compito della ricostruzione storica delle persecuzioni ebraiche in Italia fu assunto dalla Commissione Anselmi, solo nel 1998. Tuttavia, l'iniziativa nacque con notevoli limiti e differenze rispetto ad iniziative analoghe di altri Paesi europei: nel decreto istitutivo della Commissione non era infatti menzionato l'obiettivo di indagine su alcun contesto storico preciso, incluso quello delle leggi razziali italiane. Anche il tempo stabilito per l'indagine (sei mesi) e il numero di ricercatori storici coinvolti era nettamente inferiore ad altre iniziative analoghe, in paesi come Germania, Austria (Jabloner Kommission) e Francia (Mission Mattéoli). Il decreto italiano non conteneva, dunque, nemmeno obiettivi di valutazione storica dell'azione antisemita del regime. Tuttavia, il Rapporto Generale della Commissione, presentato nel 2001, evidenziò la pervasività dell'azione antiebraica del regime fascista, contraddicendo quanto si riteneva fino a quel momento.

## Nella cultura di massa
- Prima della lunga notte (L'ebreo fascista) - regia di Franco Molè, 1980
- La vita è bella - regia di Roberto Benigni, 1997